# Dave Clark (judoka)
Dave Clark (4 de enero de 1957) es un deportista neozelandés que compitió en judo. Ganó dos medallas en el Campeonato de Oceanía de Judo de 1979, oro en +95 kg y plata en la categoría abierta.

## Palmarés internacional
| Campeonato de Oceanía | Campeonato de Oceanía   | Campeonato de Oceanía | Campeonato de Oceanía |
| Año                   | Lugar                   | Medalla               | Categoría             |
| --------------------- | ----------------------- | --------------------- | --------------------- |
| 1979                  | Rotorua (Nueva Zelanda) | Medalla de oro        | +95 kg                |
| 1979                  | Rotorua (Nueva Zelanda) | Medalla de plata      | Abierta               |